# Abakani nemzetközi repülőtér
Az Abakani nemzetközi repülőtér (IATA: ABA, ICAO: UNAA) (orosz nyelven: Международный Аэропорт Абакан) nemzetközi repülőtér Oroszországban, amely Abakan közelében található. Éves utasforgalma 197 222 fő (2018).

## Futópályák
A repülőtér futópályái:
- 20L/02R (2500 m, 45 m, aszfalt)

## Forgalom
Az utasforgalom az elmúlt években az alábbi módon változott:
| Utasok száma | 193 073 | 181 196 | 185 185 | 197 222 | 209 772 | 152 805 | 253 108 |
|              | 2015    | 2016    | 2017    | 2018    | 2019    | 2020    | 2021    |

## Légitársaságok és úticélok
| Légitársaság   | Célállomások                        |
| -------------- | ----------------------------------- |
| Aeroflot       | Moszkva-Seremetyjevó                |
| Air Kyrgyzstan | Osh                                 |
| Ayana Airlines | Kyzyl, Novosibirsk                  |
| KrasAvia       | Krasznojarszk, Tomsk                |
| NordStar       | Norilsk                             |
| Royal Flight   | Szezonális charter: Pattaya–U-Tapao |
| S7 Airlines    | Moszkva–Domogyedovo, Novosibirsk    |